# Francolí maculat
El francolí maculat(Peliperdix lathami) és una espècie d'ocell de la família dels fasiànids (Phasianidae) que habita la selva de l'Àfrica central i Occidental.

## Taxonomia
Aquesta espècie, antany inclosa al gènere Francolinus, i més tard a Peliperdix, és avui consderada l'única del seu gènere arran diversos estudis filogenètics recents.